# Giora Spiegel
Giora Spiegel (hebreu: גיורא שפיגל)  (Pétah Tiqvà, 27 de juliol de 1947) fou un futbolista israelià de la dècada de 1970 i entrenador.
Fou 44 cops internacional amb la selecció israeliana amb la qual participà en la Copa del Món de Futbol de 1970. Pel que fa a clubs, defensà els colors de Maccabi Tel Aviv, Strasbourg i Olympique de Lyon.